# Jaime Camilo González
Jaime Camilo González Vidal (San Antonio, 15 aprile 1977) è un ex calciatore cileno, di ruolo attaccante.

## Carriera
In carriera ha giocato 274 partite di campionato segnando 89 gol.
L'unica esperienza fuori dalla patria è stata la militanza nella squadra italiana del Bari nella stagione 2000-2001, in cui ha giocato una sola partita di Coppa Italia.